# Lã Khải
Lã Khải (giản thể: 吕凯; phồn thể: 呂凱; bính âm: Lü Kai; ? – 225?), tự là Quý Bình (季平), là quan viên nhà Quý Hán thời Tam quốc trong lịch sử Trung Quốc.

## Cuộc đời
Lã Khải quê ở huyện Bất Vi, quận Vĩnh Xương, Ích Châu, giữ chức Công tào dưới quyền Ngũ quan duyện thuộc Thứ sử Vĩnh Xương.
Năm 223, Tiên chủ Lưu Bị băng hà. Kỳ soái Ung Khải ở quận Ích Châu cậy thế phát động nổi loạn, giết chết Thái thú Chính Ngang, bắt giữ Thái thú Trương Duệ giao cho Đông Ngô. Trung Đô hộ Lý Nghiêm nhiều lần viết thư khuyên nhủ nhưng bị Ung Khải khước từ. Ung Khải sau đó thần phục Ngô, được Ngô vương Tôn Quyền phong làm Thái thú Vĩnh Xương. Ung Khải phái Mạnh Hoạch đến thuyết phục dụ dỗ người Di. Thái thú Tường Kha Chu Bao, Di vương Việt Tây Cao Định cũng hưởng ứng.
Quận Vĩnh Xương vốn nằm ở phía tây quận Ích Châu, nên đường xá bị phản quân ngăn trở với đất Thục. Trong quận không có Thái thú tiền nhiệm, mà Ung Khải theo lệnh Đông Ngô tiến đến tiếp quản. Lã Khải chỉ giữ chức Công tào, bèn cùng Phủ thừa Vương Kháng kêu gọi quân dân chống trả. Ung Khải phái sứ giả đem hịch đến gọi hàng, bị Lã Khải phản bác đuổi đi. Khải được quân dân tín nhiệm, bảo toàn được danh tiết, không cho phản quân chiếm đóng.
Năm 225, Thừa tướng Gia Cát Lượng hành quân nam chinh, dâng biểu khen ngợi Lã Khải, Vương Kháng:
Bọn quận lại quận Vĩnh Xương là Lã Khải và Phủ thừa là Vương Kháng, vững lòng trung nơi biên địa, hơn chục năm trời; Ung Khải, Cao Định bức họ ở phía đông bắc, nhưng bọn Khải giữ nghĩa chẳng cùng bọn chúng giao vãng. Thần chẳng ngờ phong tục quận Vĩnh Xương lại đôn hậu chính trực như thế!
Gia Cát Lượng lấy Lã Khải làm Thái thú Vân Nam, phong tước Dương Thiên đình hầu, Vương Kháng làm Thái thú Vĩnh Xương, tước Đình hầu. Nhưng chưa tới nơi thì Lã Khải đã bị bộ hạ của Cao Định giết hại.

## Gia đình
Con trai Lã Khải là Lã Tường (tiếng Trung: 呂祥; bính âm: Lü Xiang) tập tước Dương Thiên đình hầu của cha. Đến thời Tây Tấn, Lã Tường giữ chức Nam Di Hiệu úy. Tường cùng con cháu nối đời giữ chức Thái thú Vĩnh Xương. Sau Lý Hùng tiến đánh Ninh Châu, nhà họ Lã không theo, giữ quận cố thủ.